# Lista odcinków serialu Nawiedzeni
W artykule znajduje się lista odcinków serialu Nawiedzeni, który emitowany jest w USA od 13 lipca 2013 roku na amerykańskim Nickelodeon, a w Polsce od 30 listopada 2013 roku na kanale Nickelodeon Polska.

## Serie
| Seria | Odcinki | Premiera serii  | Finał serii  | Premiera serii       | Finał serii          |
| ----- | ------- | --------------- | ------------ | -------------------- | -------------------- |
| 1     | 26      | 13 lipca 2013   | 31 maja 2014 | 30 listopada 2013    | 18 października 2014 |
| 2     | 22      | 28 czerwca 2014 | 5 marca 2015 | 11 października 2014 | 30 września 2015     |

## Lista odcinków

### Seria 1 (2013-14)
- Ten sezon liczy 26 odcinków.
- Wszyscy główni bohaterowie pojawiają się we wszystkich odcinkach.

| 1 | Pilot                                       | Bruce Leddy        | Robert Peacock                    | 13 lipca 2013        | 30 listopada 2013    |
| Michelle Hathaway i jej dwie córki, Taylor oraz Frankie, przeprowadzają się do Nowego Orleanu. Tam na miejscu odkrywają, że ich nowy dom jest nawiedzany przez duchy rodziny Prestonów, ojca Raya oraz jego dwóch synów, Milesa i Louie’ego. |                                             |                    |                                   |                      |                      |
| 2 | Noc z duchami Haunted Sleepover             | Roger Christiansen | Ray Lancon                        | 20 lipca 2013        | 7 grudnia 2013       |
| 3 | Nawiedzone targi Haunted Science Fair       | Roger Christiansen | Bob Smiley                        | 27 lipca 2013        | 14 grudnia 2013      |
| 4 | Nawiedzone dzieci Haunted Kids              | Shannon Flynn      | Maiya Williams                    | 3 sierpnia 2013      | 28 grudnia 2013      |
| 5 | Nawiedzona siatkówka Haunted Volleyball     | Roger Christiansen | Boyce Bugliari, Jamie McLaughlin  | 10 sierpnia 2013     | 21 grudnia 2013      |
| 6 | Nawiedzony opiekun Haunted Babysitter       | Eric Dean Seaton   | Mike Dieffenbach                  | 14 września 2013     | 18 stycznia 2014     |
| 7 | Opętana lalka Haunted Doll                  | Shannon Flynn      | Jonathan Butler, Gabriel Garza    | 21 września 2013     | 4 stycznia 2014      |
| 8 | Nawiedzony pies Haunted Dog                 | Eric Dean Seaton   | Heather Wordham                   | 28 września 2013     | 11 stycznia 2014     |
| 9 | Nawiedzona sztuka Haunted Play              | Roger Christiansen | Ray Lancon                        | 5 października 2013  | 5 kwietnia 2014      |
| 10 | Przeklęty wywiad Haunted Interview          | Trevor Kirschener  | Bob Smiley                        | 12 października 2013 | 12 kwietnia 2014     |
| 11 | Nawiedzeni w Halloween Haunted Halloween    | Roger Christiansen | Robert Peacock                    | 19 października 2013 | 3 maja 2014          |
| 12 | Opętany dyrektor Haunted Principal          | Roger Christiansen | Boyce Bugliari, Jamie McLaughlin  | 2 listopada 2013     | 19 kwietnia 2014     |
| 13 | Nawiedzony garniec Haunted Cookie Jar       | Roger Christiansen | Boyce Bugliari, Jamie McLaughlin  | 9 listopada 2013     | 26 kwietnia 2014     |
| 14 | Nawiedzony biwak Haunted Camping            | Roger Christiansen | Boyce Bugliari, Jamie McLaughlin  | 16 listopada 2013    | 10 maja 2014         |
| 15 | Nawiedzony statek Haunted Boat              | Trevor Kirschner   | Jonathan Butler                   | 23 listopada 2013    | 31 maja 2014         |
| 16 | Nawiedzona cukiernia Haunted Bakery         | Bruce Leddy        | Robert Peacock                    | 30 listopada 2013    | 11 stycznia 2014     |
| 17 | Nawiedzeni bracia Haunted Brothers          | Roger Christiansen | Boyce Bugliari, Jamie McLaughlin  | 4 stycznia 2014      | 17 maja 2014         |
| 18 | Opętane żarty Haunted Prank                 | Shannon Flynn      | Maiya Williams                    | 11 stycznia 2014     | 30 sierpnia 2014     |
| Louie i Frankie robią kawał listonoszowi. Michelle i Ray postanawiają ich rozdzielić. Rozdzieleni są jeszcze gorsi niż zazwyczaj. |                                             |                    |                                   |                      |                      |
| 19 | Nawiedzone siostry Haunted Crushing         | Bruce Leddy        | Boyce Bugliari, Jamie McLaughlin  | 8 lutego 2014        | 22 czerwca 2014      |
| 20 | Nawiedzony gość Haunted Visitor             | Shannon Flynn      | Mike Dieffenbach                  | 15 lutego 2014       | 24 maja 2014         |
| 21 | Nawiedzony tajny agent Haunted Secret Agent | Trevor Kirschener  | Boyce Bugliari, Jamie McLaughlin  | 22 marca 2014        | 6 września 2014      |
| 22 | Nawiedzona kręgielnia Haunted Bowling Alley | Eric Dean Seaton   | Maiya Williams                    | 12 kwietnia 2014     | 13 września 2014     |
| 23 | Nawiedzona ekipa Haunted Boo Crew           | Eric Dean Seaton   | Robert Peacock                    | 26 kwietnia 2014     | 20 września 2014     |
| 24 | Nawiedzony wiking Haunted Viking            | Trevor Kirschener  | Boyce Bugliari, Jamie McLaughlin  | 17 maja 2014         | 27 września 2014     |
| 25 | Obłędny pojedynek Haunted Duel              | Roger Christiansen | Mike Dieffenbach, Heather Wordham | 17 maja 2014         | 4 października 2014  |
| 26 | Opętani przez Voodoo Haunted Voodoo         | Roger Christiansen | Ray Lancon, Bob Smiley            | 31 maja 2014         | 18 października 2014 |

### Seria 2 (2014–15)
- Ten sezon liczy 22 odcinki.
- Wszyscy główni bohaterowie pojawiają się we wszystkich odcinkach.
- W sezonie pojawia się haloweenowy crossover z serialem Grzmotomocni.

| #     | Tytuł                                                 | Reżyseria          | Scenariusz                       | Premiera             | Premiera w Polsce    |
| ----- | ----------------------------------------------------- | ------------------ | -------------------------------- | -------------------- | -------------------- |
| 27    | Nawiedzona nowa Haunted Newbie                        | Roger Christiansen | Boyce Bugliari, Jamie McLaughlin | 28 czerwca 2014      | 6 grudnia 2014       |
| 28    | Opętane zemstą Haunted Revenge                        | Roger Christiansen | Heather Wordham                  | 28 czerwca 2014      | 11 października 2014 |
| 29-30 | Mostly Ghostly Girl                                   | Jonathan Judge     | Boyce Bugliari, Jamie McLaughlin | 16 sierpnia 2014     | 29 listopada 2014    |
| 31    | Nawiedzony przedmiot westchnień Haunted Heartthrob    | Trevor Kirschner   | Bob Smiley                       | 6 września 2014      | 13 grudnia 2014      |
| 32    | Nawiedzona przyjaźń Haunted Besties                   | Trevor Kirschner   | Ray Lancon                       | 13 września 2014     | 20 grudnia 2014      |
| 33    | Nawiedzone gierki Haunted Mind Games                  | Shannon Flynn      | Maiya Williams                   | 20 września 2014     | 27 grudnia 2014      |
| 34    | Nawiedzony teleskop Haunted Telescope                 | Eric Dean Seaton   | Blake J. Williger                | 27 września 2014     | 1 lutego 2015        |
| 35    | Nawiedzony raper Haunted Rapper                       | Eric Dean Seaton   | Blake J. Williger                | 4 października 2014  | 8 lutego 2015        |
| 36    | Nawiedzeni i Grzmotomocni The Haunted Thundermans     | Trevor Kirschner   | Jamie McLaughlin, Boyce Bugliari | 11 października 2014 | 4 lipca 2015         |
| 37    | Straszliwa tajemnica Haunted Secret                   | Trevor Kirschner   | Jamie McLaughlin, Boyce Bugliari | 1 listopada 2014     | 22 lutego 2015       |
| 38    | Haunted Whodunnit                                     | Roger Christiansen | Robert Peacock                   | 8 listopada 2014     | 12 kwietnia 2015     |
| 39    | Nawiedzona maskotka Haunted Mascot                    | Eric Dean Seaton   | Lauren Bachelis                  | 15 listopada 2014    | 1 marca 2015         |
| 40    | Nawiedzona szkoła dobrych manier Haunted Charm School | Trevor Kirschener  | Bob Smiley                       | 22 listopada 2014    | 15 lutego 2015       |
| 41    | Nawiedzony kusiciel Haunted Temptation                | Eric Dean Seaton   | Robert Peacock                   | 23 lutego 2015       | 23 września 2015     |
| 42    | Nawiedzona randka Haunted Date                        | Jonathan Weiss     | Heather Wordham                  | 24 lutego 2015       | 21 września 2015     |
| 43    | Nawiedzony sklep z zabawkami Haunted Toy Store        | Roger Christiansen | Greg Schaffer                    | 25 lutego 2015       | 22 września 2015     |
| 44    | Nawiedzony mistrz Haunted Mentor                      | Robert Peacock     | Maiya Williams                   | 26 lutego 2015       | 25 września 2015     |
| 45    | Nawiedzone duchozbiory Haunted Ghost Tour             | Robert Peacock     | Boyce Bugliari, Jamie McLaughlin | 2 marca 2015         | 24 września 2015     |
| 46    | Nawiedzona niespodzianka Haunted Surprise             | Robert Peacock     | Ray Lancon                       | 3 marca 2015         | 28 września 2015     |
| 47    | Nawiedzone bagno Haunted Swamp                        | Trevor Kirschener  | Lauren Bachelis                  | 4 marca 2015         | 29 września 2015     |
| 48    | Nawiedzona rodzinka Haunted Family                    | Shannon Flynn      | Mike Dieffenbach                 | 5 marca 2015         | 30 września 2015     |